# وارنتون (میسیسیپی)
وارنتون (به انگلیسی: Warrenton) یک منطقهٔ مسکونی در ایالات متحده آمریکا است که در شهرستان وارن، میسیسیپی واقع شده‌است. وارنتون ۳۲٫۰ متر بالاتر از سطح دریا واقع شده‌است.